# N.E.B. Brasch
Nicolai Edinger Balle Brasch (født 15. marts 1817 i Hobro, død 29. januar 1884 sammesteds) var en dansk konsul, brænderiejer og politiker.
Brasch var søn af kapellan i Budolfi Kirke, senere sognepræst i Lerup og Tranum Hans Adam Frederik Brasch (1. marts 1782 – 23. december 1847) og Karen Glahn. Han blev opkaldt efter biskop Nicolai Edinger Balle, der var død i 1816. Som 14-årig, i 1831, kom Brasch i handelslære hos købmand Søren Sørensen, der drev en stor købmandshandel med tilhørende kornhandel i Hobro. Lærlingetiden, der dengang var ganske barsk, blev afsluttet i 1836. I marts 1842 tog Brasch borgerskab som købmand i Hobro og overtog sammen med en kompagnon, købmand Verner Bastrup, købmandsforretning i Adelgade 73. De drev sammen forretningen indtil Bastrups død 1849, hvorefter Brasch fortsatte som eneejer.
1840'erne var en blomstringstid for Hobros handel. Den udenlandske efterspørgsel efter danske landbrugsvarer øgedes fra 1830'erne som en følge af den økonomiske vækst i Vesteuropa. Ophævelsen af den engelske korntold i 1846 gav yderligere afsætningsmuligheder i England, der var den vigtigste aftager af de danske landbrugsvarer, der dengang især var korn. 
Brasch forstod at udnytte de gode konjunkturer. Da han blev eneejer 1849, havde han så mange jern i ilden, at han bortforpagtede købmandsforretningen. Han gik ind i landbrugsvirksomhed, der kom til at omfatte 160 tdr. land, og brandtaksationerne vidner om, at Brasch blev en af de største ejendomsbesiddere i Hobro. Omkring 1850 oprettede Brasch desuden et teglværk, hvilket gav god mening, fordi byen voksede. Brasch blev snart det største skatteyder i Hobro.
Brasch var i perioden 1844-60 medlem af Hobro Byråd. I 1858 valgtes Brasch første gang ind i Landstinget for 9. kreds og sad der til 1863. I 1866 vendte han tilbage til tinget, hvor han sad til sin død 1884 og tilhørte Højre. Henrik Wulff skrev om ham: "Han taler meget godt og let, men paa en ægte gammeldags Façon, med megen Svada og Patos og i snirklede, højttravende Vendinger." I Landstinget beskæftigede han sig mest med næringslivet og kommunale forhold. Hertil kom en lang række tillidsposter på landsniveau. F.eks. var han fra 1871 medlem af Landmandsbankens bankråd og repræsentant i Købstædernes Kreditforening for Nørrejylland. Fra 1881 var han formand for De danske Spritfabrikker og fra 1863 svensk-norsk vicekonsul. Hans aktiviteter i 1864, da Hobro var besat af prøjserne, belønnedes med det danske ridderkors og den svenske Vasaorden. 
Hobro Avis bragte en lang nekrolog, der opsummerede konsulens liv på følgende måde: "Heldige Tidsconjuncturer, mercantil Dygtighed og et sundt Blik paa Forholdene, i Forbindelse med stor Forsigtighed, har bidraget til at denne Consul Brasch's omfangsrige Virksomhed gjennem de vekslende Tider har baaret gylden Frugt, som nu kommer hans eneste Arving tilgode. I det politiske Liv var han sin Konge og Fædrelandet oprigtig hengiven, i Familielivet og Omgangen med sine Venner trofast og kjærlig, ligesom han i Forholdet til sine Underordnede var human og velvillig."